# A Negyedik
A Negyedik (eredeti címén: I'm Number Four) egy fiatal felnőtt korosztálynak szóló sci-fi regény, Pittacus Lore tollából (ez a James Frey – Jobie Hughes szerzőpáros álneve), egyben a Lorieni krónikák első könyve. A könyvet 2010. augusztus 3-án adta ki az amerikai HarperCollins; egyhuzamban 7 hetet töltött a The New York Times gyermekkönyv bestseller-listája élén.
A könyv megfilmesítési jogait már 2009 júniusában megvette a Touchstone Pictures és a DreamWorks. A filmet 2011. február 18-án mutatták be. A regény egy hatrészesre tervezett sorozat első kötete.

## Cselekmény
|  | Alább a cselekmény részletei következnek! |

A könyv a 15 éves John Smith életét követi nyomon, aki egy Lorien bolygóról származó földönkívüli. Henrival, a Cêpanjával együtt egy másik földönkívüli faj, a mogadoriak elől menekülnek, akik Johnt és nyolc másik tinédzser társát üldözik a Föld különböző pontjain. A kilenc tinédzser mindegyike Védő, vagyis lorieni származásuk folytán nyert különleges képességekkel rendelkeznek. A Cêpanok szintén a Lorienről származnak, ám ők nem állnak birtokában semmilyen különleges képességnek, mindössze egy-egy Védő mentorát, védelmezőjét testesítik meg. A tinédzsereket olyan varázslat védi, miszerint csak egy adott sorrendben lehet megölni őket. Az első három már meghalt, John a Negyedik.
A könyv Harmadik megölésével kezdődik. Negyediket a Daniel Jones álnéven ismerjük meg, amint éppen elhagyja Floridát. Negyediknek három, kör alakú forradása van a jobb lábán, amelyek bokája fölül indulnak térde felé. Minden egyes jel egy-egy társa, Első, Második, és Harmadik halálát jelenti. Amikor egy társuk meghal, akkor minden Védő rögtön értesül róla, mert a bokájuk fölötti jel kék fénnyel világítva beleég bőrükbe. Henri, Negyedik Cêpanja (Őrzője) közli a fiúval, hogy az Ohiobeli Paradise-ba költöznek. Henri új személyazonosságot készít Negyediknek, a John Smith nevet adja neki.
Johnnak elege lesz a menekülésből; normális életet akar élni. Ekkor Henri emlékezteti, hogy miért is menekülnek, s ezzel a beszélgetés véget ér. John a helyi középiskolába kezd járni, ahol megismerkedik Sarah Harttal, egy csinos, szőke lánnyal. Továbbá megismerkedik Mark James-szel, Sarah volt barátjával, aki azonnal piszkálni kezdi a fiút. Ám John életében először kiáll magáért, vállalva a következményeket.
Asztronómia óra közben, John keze egyszer csak fájni és fényleni kezd. Amikor John hazaér, észreveszi, hogy megjelent első tálentuma. Miután a mogadoriak megsemmisítő támadást intéztek a Lorien bolygó ellen, a Kilencek az egyetlen tálentumokkal rendelkező túlélők, és mindegyikük különböző típusú képességekkel rendelkezik, bár a telekinetikával mindegyikőjük. Henri elmondja Johnnak, hogy az első tálentuma a Lumen, amely segítségével fényt tud előidézni a kezéből, illetve ezzel együtt fejlődik tűzállósága is. Henri egy ovális, tejfehér követ használ ahhoz, hogy a tűzállóságot kiterjessze John egész testére. A folyamat során John utolsó pillanatait látja a Lorien bolygón, miközben Henri mesél a történtekről.
John és Henri egy olyan speciális lorieni ládával rendelkezik, amelyet csak közösen tudnak kinyitni. Azonban ha Henri meghal, akkor John egyedül is képes lesz kinyitni azt. Henri lorieni kincseket mutat Johnnak. Segítségükkel megmutatja a Lorien galaxisát, illetve, hogy hogy nézett ki a bolygó a mogadori invázió előtt, illetve az után: sivár és kietlen. A ládában egy gyógyító kő is van, ami minden sebet meggyógyít a testen, de feltételekkel: a gyógyítási folyamat kétszer olyan fájdalmas, mint maga a seb, illetve a sebnek ártó szándékkal kellett keletkeznie. A követ nem sokkal a seb keletkezése után kell használni. A ládában továbbá számos apró kavicsszerű kő van, Lorieni só, amelyek nyelv alá helyezésével növelhető az erő, és csökkenthető a fájdalom. A só hatása viszont gyorsan csökken a tálentumok használatával.
John hagyatékainak megérkezésével Henri edzeni kezd vele, azok fejlesztése érdekében. Végül John azt is megtanulja, hogy kapcsolja be és ki a kezében rejlő „lámpákat”. John szert tesz első igazi barátjára, Sam Goode-ra, aki hisz a földönkívüliekben; s egyre közelebb kerül Sarah-hoz is. A városban rendezett Halloween partin Mark és a focicsapatból ismert barátai megtámadják az együtt lévő Johnt, Samet, Sarah-t és Emily-t. John, aki már belefáradt Mark folyamatos zaklatásaiba, feldühödik, amikor Sarah-t elrabolják, s az erdőbe hurcolják. John üldözi a fiúkat, majd végül szembe néz magával Markkal és közeli barátaival. Képességei révén könnyen legyőzi őket és megmenti Sarah-t. Sam az események nagy részének tanúja volt, ezért félni kezd Johntól, és elkerüli őt egy ideig.
Amikor John Sam házába megy, hogy beszéljen vele, Sam egy fegyverrel fenyegeti, ám Johnnak sikerül meggyőznie őt, hogy hogy nem földönkívüli, majd egy földönkívüli-összeesküvéseket tartalmazó magazinnal távozik. John vacsorára Sarah-ék házába hivatalos. Henri elutazott az Ohio-beli Athens-be, mert egy idegenekről szóló összeesküvés-elméletet fedezett fel egy weboldalon, s le akarja állítani azt; ám még nem hívta Johnt, mint ahogy ígérte. Tehát John Sam segítségét kéri. Együtt utaznak Athens-ba, ahol megtalálják Henrit, foglyul ejtve a kiadók házában. Megjelenik John telekinézis képessége, amit arra használ, hogy megmentse Henrit és Samet; majd a számos érkező mogadori felderítő elöli menekülésüket segíti örökségével. Henri elmondja Samnek a teljes történetüket, és miután Sam már látta John telekinézis képességét, így hisz nekik, elfogadja mivoltukat. John kiképzése folytatódik, mígnem képes lesz komplex telekinézises mutatványokat végrehajtani, akár égő ruhában is.
|  | Itt a vége a cselekmény részletezésének! |

## Magyarul
- Pittacus Lore: A negyedik. A Lorieni krónikák első könyve; ford. Illés Róbert; Cartaphilus, Bp., 2011 (Carta light)

## Külső hivatkozások
- Hivatalos oldal
- A Negyedik a Twitteren